# 乙基叔丁基醚
乙基叔丁基醚（英語：ethyl tert-butyl ether，缩写：ETBE）是一种有机化合物，化学式为C6H14O，它在工业上可以通过异丁烯和乙醇在30–110 °C和0.8–1.3 MPa下反应制得，离子交换树脂为该反应的催化剂。